# Serra Nova Dourada
Serra Nova Dourada – miasto i gmina w Brazylii, w stanie Mato Grosso.